# Tullnerfelder Donau-Auen

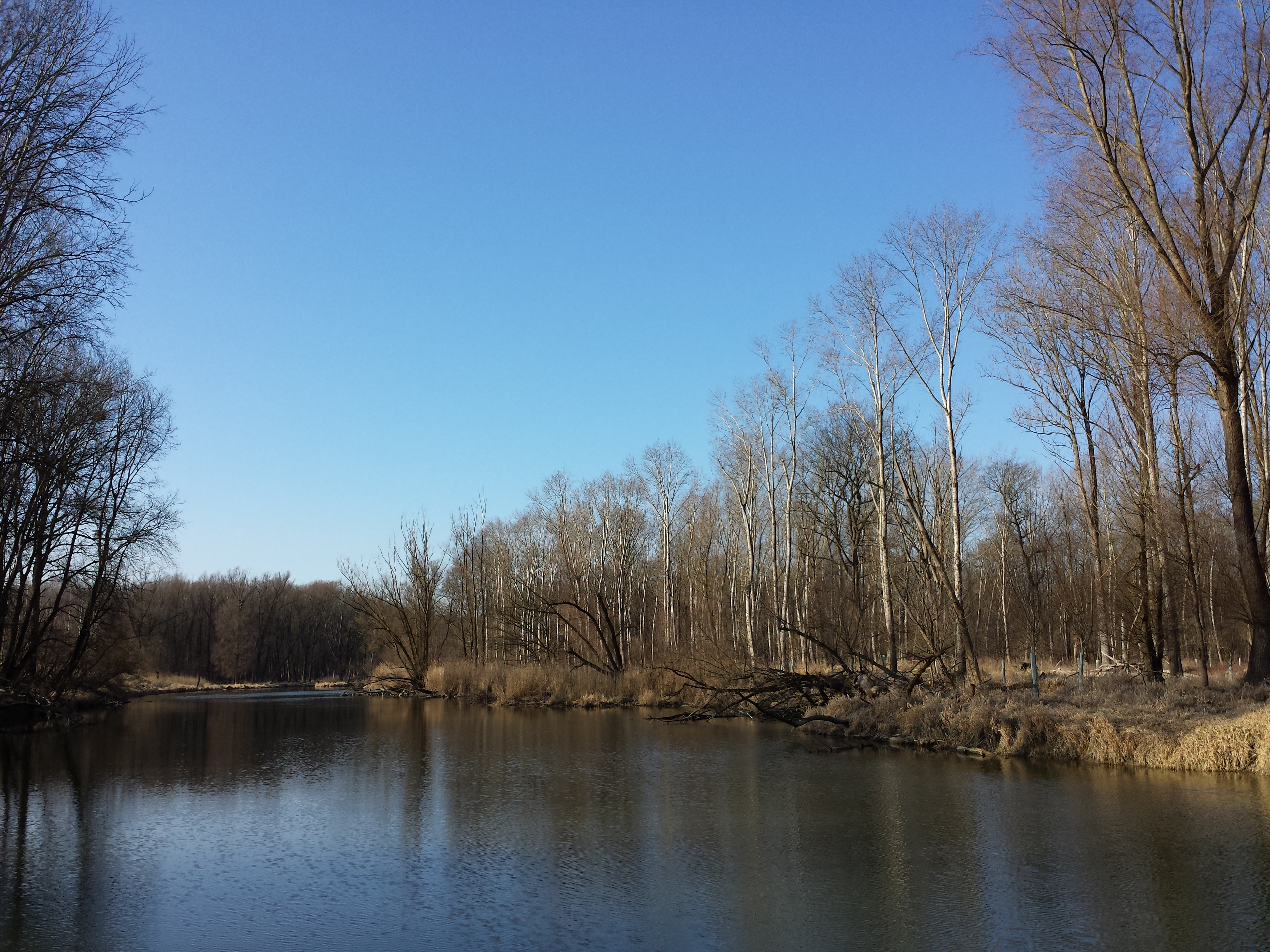
Tullnerfelder Donau-Auen in Stockerau

Mit Tullnerfelder Donau-Auen bezeichnet man das Donau-Augebiet zwischen Krems und Wien, das zusätzlich ein FFH-Gebiet und ein Vogelschutzgebiet darstellt.

## Lage
Die Tullnerfelder Donau-Auen liegen im Tullnerfeld zwischen Krems und Wien und erstrecken sich überwiegend am nördlichen, zum kleinen Teil aber auch am südlichen Ufer der Donau und sind eines der größten zusammenhängenden Auwaldgebiete Österreichs.

## Schutzgebiet
Die Tullnerfelder Donau-Auen wurden 2004 als Vogelschutzgebiet und 2011 als Flora-Fauna-Habitat ausgewiesen. 
Obwohl die Hartholz- und Weichholzauen sowie die Gewässer aufgrund der Regulierung der Donau und der bestehenden Kraftwerksbauten hydrologisch beeinträchtigt sind, sind sie das österreichweit bedeutendste Verbreitungsgebiet der Eichen-Ulmen-Eschen-Auen und der Erlen-Eschen-Weiden-Auen. Eingestreut in das Augebiet liegen Feuchtwiesen und steppenartige Trockenrasen, die als Lebensraum vieler heimischer Vögel und als Rastplatz vieler Zugvögel dienen.
In der Donau und ihren Seiten- und Altarmen leben zahlreiche seltene Fischarten, Fluss- und Teichmuscheln, Biber, Amphibien und Insekten.